# BCA-Test

Bicinchoninsäure

Der violette Cu^{+}-Bicinchoninsäure-Komplex

Der BCA-Test ist eine biochemische Methode, um Proteine unter Verwendung von Bicinchoninsäure (BCA) quantitativ zu bestimmen.

## Prinzip
Der BCA-Test wurde 1985 von P. K. Smith und Kollegen veröffentlicht. Er basiert auf dem Lowry-Test von 1951, der wiederum auf die Biuret-Reaktion zur Proteinbestimmung von 1949 und das Folin-Ciocalteu-Reagenz von 1927 zurückgreift. Das BCA ersetzt beim BCA-Test das Folin-Ciocalteu-Reagenz im Lowry-Test.
An die Peptidbindung binden zweiwertige Kupferionen und werden bei alkalischem pH-Wert zu einwertigen Kupferionen reduziert. In Anwesenheit von BCA bilden die Kupferionen mit BCA einen blau-violetten Farbstoffkomplex. Bicinchoninsäure ist im alkalischen pH-Wert stabil, wodurch im Gegensatz zum Lowry-Test ein Arbeitsschritt weniger notwendig ist. Die Nachweisgrenze ist vergleichbar mit dem Lowry-Test. Weiterhin ist der BCA-Test weniger störanfällig gegenüber den Chaotropen Harnstoff und Guanidiniumchlorid, gegenüber den Salzen Ammoniumsulfat und Cäsiumhydrogencarbonat und gegenüber den Tensiden Triton X-100, SDS, Brij 35, Lubrol, CHAPS, CHAPSO und Octylglucosid.
Die Reagenzlösung besteht aus den Stammlösungen A (10 g/L Natriumbicinchoninat, 20 g/L Natriumcarbonat, 1,6 g/L Natriumtartrat, 4 g/L Natriumhydroxid, 9,5 g/L Natriumhydrogencarbonat, auf einen pH-Wert von 11,25 mit Natriumhydroxid eingestellt) und B (40 g/L Kupfersulfat-Pentahydrat) in einem Mischungsverhältnis von 50 zu 1. Die Reagenzlösung wird vor Gebrauch frisch aus den Stammlösungen angesetzt. Die Probe wird 1:50 mit der Reagenzlösung verdünnt und 30 Minuten bei 60 °C erhitzt. Der entstandene Farbstoff wird durch Photometrie bei einer Wellenlänge von 562 nm quantifiziert. Während bei Raumtemperatur vor allem die Aminosäuren Cystein, Cystin, Tryptophan und Tyrosin zweiwertige Kupferionen reduzieren, werden die Kupferionen bei 60 °C auch durch die Peptidbindung reduziert, wodurch das Messergebnis weniger von der Aminosäurezusammensetzung der jeweils gemessenen Proteine abhängt.